# Herbert Bockhorn
Herbert Bockhorn (* 31. Januar 1995 in Kampala, Uganda) ist ein deutsch-ugandischer Fußballspieler. Er steht beim 1. FC Magdeburg unter Vertrag.

## Karriere

### Verein

#### Anfänge in Schleswig-Holstein und in Bremen
Der Sohn einer ugandischen Mutter und eines deutschen Vaters zog als Kind nach Schleswig-Holstein, wo er in Melsdorf im Kreis Rendsburg-Eckernförde für den ortsansässigen TSV und in Kiel für den FC Kilia Kiel spielte. Im Jahre 2006 zog er ins niedersächsische Delmenhorst vor den Toren Bremens und spielte für die Jugendmannschaften von Werder Bremen.
Zur Saison 2014/15 wurde Bockhorn, nachdem er den Nachwuchsmannschaften entwachsen war, in die zweite Mannschaft integriert, die in der viertklassigen Regionalliga Nord spielte. Dort absolvierte er zehn Einsätze. Zudem spielte er fünfmal für die dritte Mannschaft in der fünftklassigen Bremen-Liga, wobei ihm ein Tor gelang. Zum Saisonende stieg die zweite Mannschaft in die voll-professionelle 3. Liga auf, allerdings verließ Bockhorn die Bremer.

#### Bockhorn in der Regionalliga West
Daraufhin zog es ihn nach Ostwestfalen, wo er sich zur Saison 2015/16 dem in der Regionalliga West spielenden SC Wiedenbrück anschloss. In Rheda-Wiedenbrück kam Bockhorn regelmäßig zum Einsatz und bewegte sich mit dem SC Wiedenbrück zwischen Abstiegskampf und Mittelfeld. Seine einzigen Pflichtspieltore erzielte er im Westfalenpokal, als ihm in der ersten Runde beim 6:0-Sieg bei der TuS Dielingen und in der zweiten Runde beim 2:1-Sieg beim SuS Bad Westernkotten jeweils ein Treffer gelang.
Nach nur einem Jahr wechselte der 21-Jährige zur Saison 2016/17 innerhalb der Regionalliga West in die zweite Mannschaft von Borussia Dortmund. Über weite Strecken der Saison blieb Bockhorn Ergänzungsspieler, erst gegen Saisonende gelang es ihm, einen Stammplatz zu erkämpfen, als er in den letzten vier Punktspielen der Saison durchgespielt hatte. In der Saison 2017/18 gehörte er zu den Stammspielern und spielte in 28 Punktspielen, wobei ihm sechs Tore gelangen. Auch in der Saison 2018/19 behielt Bockhorn seinen Platz auf der Rechtsverteidigerposition.

#### Über Huddersfield zurück nach Deutschland
Zur Saison 2019/20 folgte er Trainer Jan Siewert zum englischen Erstligaabsteiger Huddersfield Town. Dort absolvierte Bockhorn lediglich ein Spiel im EFL Cup. Im Juli 2020 wurde sein Vertrag aufgelöst.
Bockhorn kehrte nach Deutschland zurück und schloss sich dem Zweitligisten VfL Bochum an. Dort unterschrieb er einen bis zum 30. Juni 2021 laufenden Vertrag, dessen Laufzeit im Februar 2021 um ein Jahr verlängert wurde. Nach Vertragsende war er zunächst vereinslos.
Am 6. September 2022 wurde Bockhorn vom Zweitligisten 1. FC Magdeburg verpflichtet. Im Sommer 2024 wird er den Verein verlassen.

### Nationalmannschaft
Während seiner Zeit in der Jugend von Werder Bremen gehörte Bockhorn zum erweiterten Kader der deutschen U17-Nationalmannschaft, absolvierte aber kein Länderspiel. 2019 gehörte er zum vorläufigen Aufgebot der ugandischen Nationalmannschaft für den Afrika-Cup 2019, allerdings wurde Bockhorn nicht für den endgültigen Kader nominiert.

## Erfolge
- Meister der 2. Bundesliga und Aufstieg in die Bundesliga: 2021
- Aufstieg in die 3. Liga: 2015
- Meister der Regionalliga Nord: 2015